# Robert Hull
Pour les articles homonymes, voir Hull.
Temple de la renommée : 1983
Robert Marvin Hull, surnommé Bobby Hull, (né le 3 janvier 1939 à Pointe Anne en Ontario au Canada et mort le 30 janvier 2023) est un joueur canadien de hockey sur glace. Il est le père du joueur de hockey professionnel Brett Hull et le frère de Dennis Hull.
Hull évolue avec les Black Hawks de Chicago dans la Ligue nationale de hockey entre 1957 et 1972 avec qui il remporte une Coupe Stanley en 1961. Régulièrement dans le haut du classement des meilleurs pointeurs du circuit, il gagne trois fois le titre de meilleur pointeur. En 1966, il devient le premier joueur de l'histoire de la ligue à inscrire plus de 50 buts au cours d'une seule saison ; il atteint également 97 points, le plus haut total jamais atteint à l'époque.

## Biographie

### Son enfance et ses débuts
Bobby Hull est né à Pointe Anne en Ontario, le 3 janvier 1939. Juste avant son quatrième anniversaire, ses parents lui offrent une paire de patin à glace ; ses deux sœurs aînées l'emmènent patiner la surface glacée de la Baie de Quinte. Dix ans plus tard, il quitte la maison familiale pour aller jouer dans la ville voisine de Belleville en tant que junior B. À 16 ans, il signe un contrat de type C avec les Black Hawks de Chicago, contrat permettant à l'équipe de la Ligue nationale de hockey de détenir les droits du jeune joueur. Il reçoit alors 100 dollars lors de la signature ainsi qu'une promesse de 1 000 dollars supplémentaires s'il parvient un jour à rejoindre la LNH. Il passe deux saisons avec l'équipe des Teepees de Saint Catharines en 1955-1956 et 1956-1957 avant de rejoindre la LNH pour la saison 1957-1958

### Les débuts avec les Black Hawks

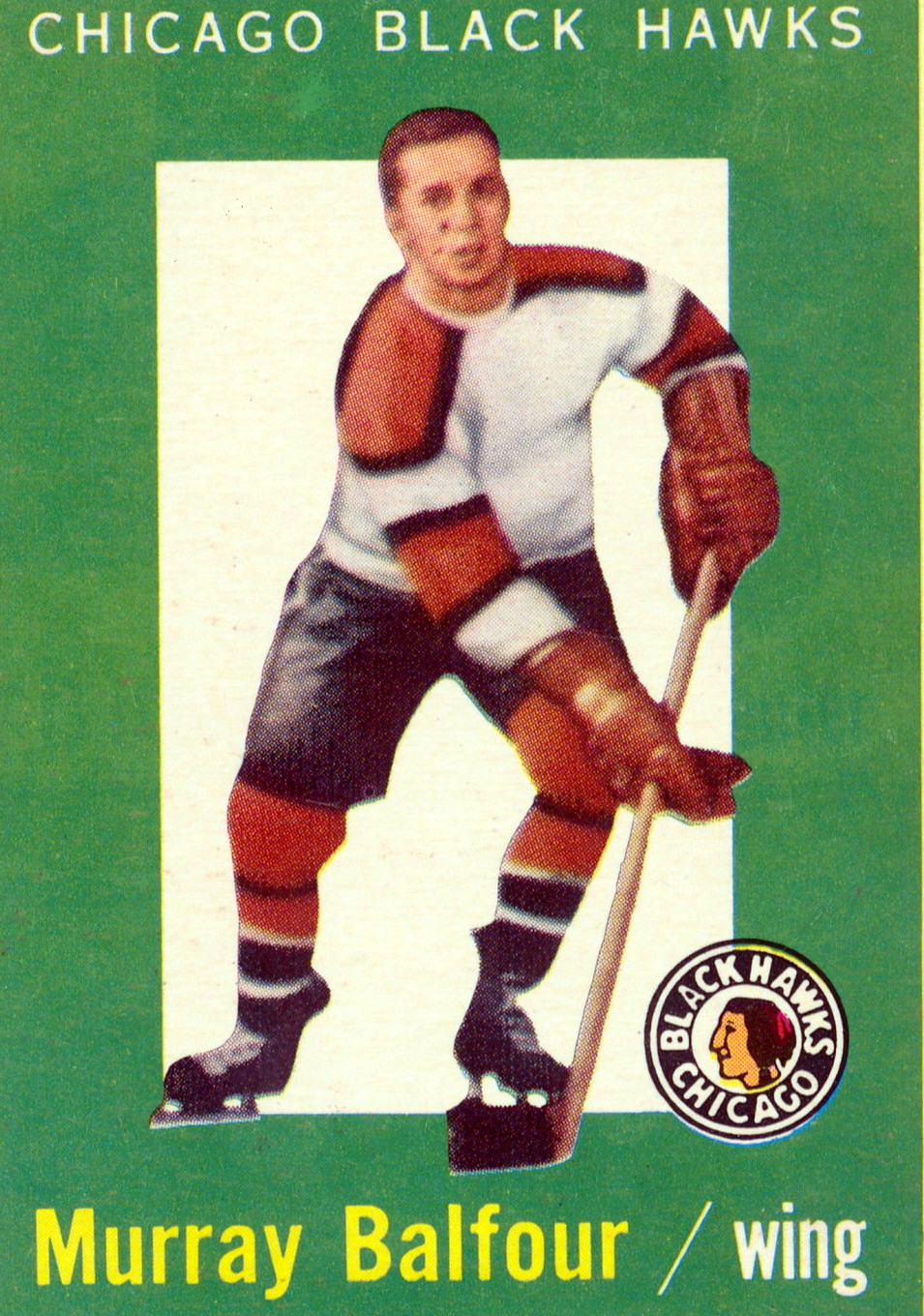
Murray Balfour, joue aux côtés de Hull entre 1959 et 1964

En effet, il participe au camp d'entraînement de l'équipe de la LNH alors qu'il n'a que 18 ans. Il fait rapidement ses preuves, inscrit son premier but le 22 octobre 1957 et passe finalement l'intégralité de la saison dans la LNH. Avec 47 points inscrits en 70 matchs, il est le deuxième pointeur de son équipe derrière Ed Litzenberger. D'un point de vue collectif, son équipe ne parvient pas à se qualifier pour les séries éliminatoires. Malgré cette bonne première saison, Hull ne reçoit pas le trophée Calder remis à la meilleure recrue qui revient à Frank Mahovlich des Maple Leafs de Toronto.
La saison suivante est meilleure pour l'équipe de Chicago qui se qualifie pour les séries ; il s'agit de la deuxième qualification de l'équipe en 13 saisons mais elle est éliminée au premier tour par les Canadiens de Montréal, futurs champions de la ligue. En saison 1959-1960, Hull joue sur l'aile aux côtés de Bill Hay et Murray Balfour ; la ligne est surnommée Million Dollar Line. Hull finit la saison régulière à la première place du classement des pointeurs avec 81 réalisations, 39 buts et 42 aides. L'équipe compte également sur Stan Mikita, le vétéran Ted Lindsay ou encore Glenn Hall dans les buts. Malgré cette formation prometteuse et la première place de Hull, les joueurs de Chicago sont éliminés au premier tour des séries 1960 4-0 par les champions en titre et futurs champions de Montréal ; l'équipe des Canadiens assigne Claude Provost au marquage individuel sur le jeune Hull. Grâce à sa première place au classement des pointeurs, Hull remporte le trophée Art-Ross de la LNH et est également sélectionné dans la première équipe d'étoiles de la LNH.

### Vainqueur de la Coupe Stanley
À la fin de la saison 1960-1961, les joueurs des Black Hawks sont troisièmes de la LNH avec 15 points de retards sur les Maple Leafs de Toronto, deuxièmes du classement, et 17 sur les Canadiens de Montréal. En demi-finale des séries, les Black Hawks rencontrent pour la troisième saison consécutive les Canadiens. Malgré une première victoire de Montréal 6-2, Chicago égalise la série avec une victoire 4-3 lors du deuxième match puis ils passent devant après une victoire 2-1 acquise lors de la troisième prolongation grâce à un but de Balfour après plus de 50 minutes de jeu supplémentaire. Les Canadiens remportent le quatrième matchs mais les deux dernières rencontres de la série se soldent par deux blanchissages 3-0.
Pour la finale, les Black Hawks sont confrontés aux Red Wings de Détroit. Les deux premiers matchs sont joués à Chicago et lors de la première date, l'équipe locale s'impose sur le score de 3-2, le but vainqueur étant inscrit par Hull à la fin de la première période. Détroit se reprend lors du deuxième match et gagne le match 3-1. Chicago remporte le troisième match à Détroit 3-1 avec deux nouveaux points de Hull. Détroit revient une nouvelle fois dans la série avec une victoire 2-1 lors du quatrième match. Les Black Hawks accueillent à nouveau les Red Wings pour le cinquième match qu'ils remportent avec une victoire nette 6-3. Le sixième match se joue à Détroit et malgré l'ouverture du score par l'équipe locale les joueurs de Chicago égalisent en début de deuxième période grâce à Reggie Fleming. Ils prennent l'avantage à 1 minute de la fin de la période grâce à un but de Ab McDonald. La troisième période débute par un but pour les visiteurs par l'intermédiaire d'Eric Nesterenko après à peine une minute de jeu. Menant 3-1, Chicago gère la fin de match et marque deux nouveaux buts pour s'adjuger la troisième coupe Stanley de son histoire, la première depuis 1938.

### À la conquête de records

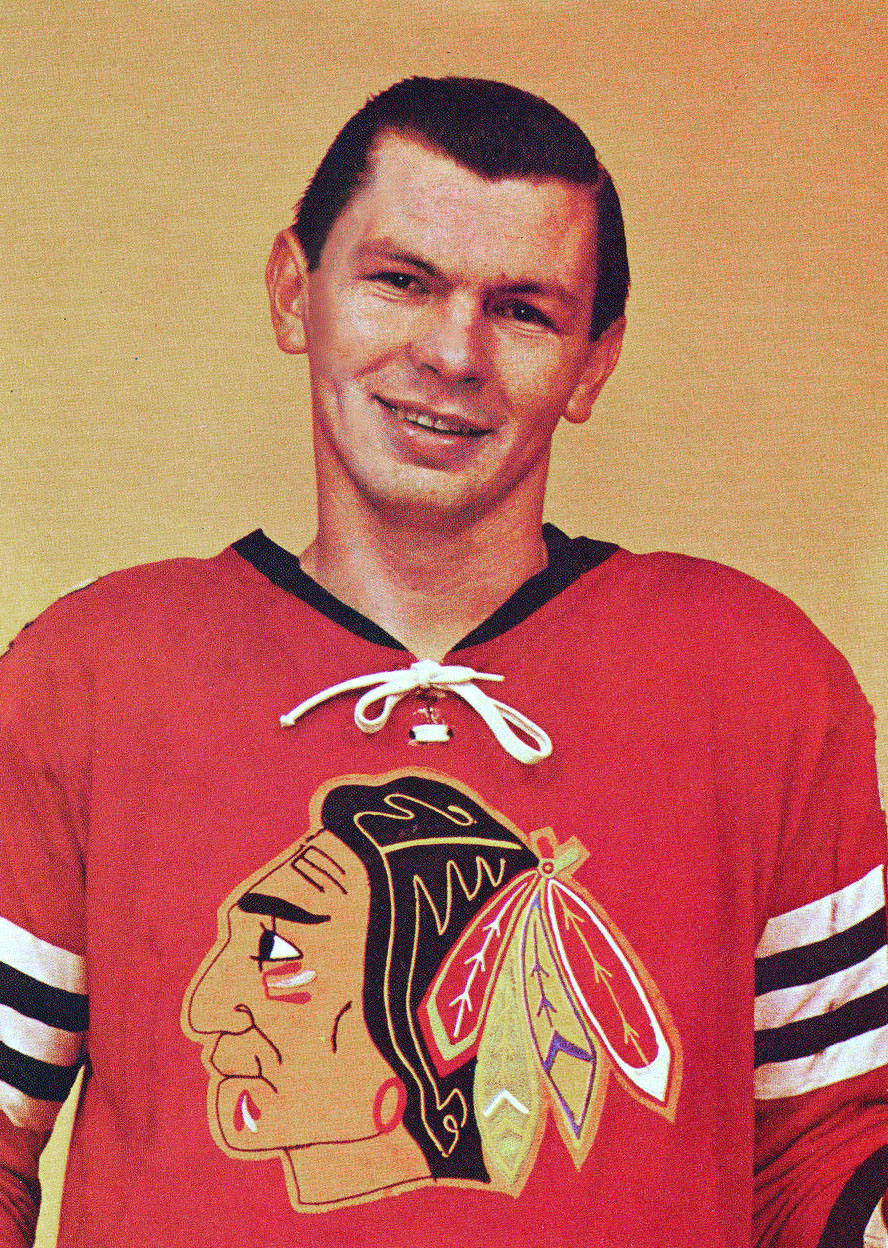
Stan Mikita et Hull jouent ensemble entre 1958 et 1972.

Tout au long de la saison suivante, en 1961-1962, Hull et Andy Bathgate des Rangers de New York se battent pour la première place au classement des pointeurs. Le duel se poursuit jusqu'au 70e et dernier match pour chacun des joueurs : alors que Bathgate marque son 84e point avec sa 56e passe décisives, l'ailier de Chicago inscrit un 50e but pour 34 aides. Les deux joueurs sont donc à égalité avec 84 points mais avec 22 buts de plus, Hull reçoit son deuxième trophée Art-Ross. Lors de ce dernier match, le 25 mars 1962, Hull devient le troisième joueur de l'histoire de la LNH à inscrire 50 buts au cours d'une saison, après Maurice Richard en 1944-1945 et Bernard Geoffrion en 1961-1962. Une nouvelle fois troisièmes de la saison régulière, les Black Hawks affrontent une nouvelle fois les Canadiens au premier tour des séries 1962. Ces derniers s'imposent lors des deux premiers matchs sur leur patinoire mais perdent les quatre rencontres suivantes. La finale oppose Chicago à Toronto et ce sont les Maple Leafs qui remportent les deux premières dates. Après une égalisation des Black Hawks, ceux-ci pensent pouvoir refaire le même coup que contre les Canadiens mais les Maple Leafs remportent les deux matchs suivants pour finalement remporter la Coupe Stanley. En plus du trophée Art-Ross, Hull est sélectionné dans la première équipe d'étoiles de la LNH.
En 1962-1963, l'équipe de Chicago est menée par Hull et Stan Mikita, tous deux auteurs de 31 buts, mais Mikita finit devant avec 45 aides contre 31 pour Hull. Alors que Mikita est troisième pointeur de la LNH, Hull est sixième du classement avec 62 points ; Gordie Howe des Red Wings de Détroit est le meilleur réalisateur du calendrier avec 100 points. Deuxièmes de la saison régulière avec seulement un point de retard sur les Maple Leafs, les joueurs de Chicago sont éliminés dès le premier tour des séries 1963 en six matchs par Howe et les Red Wings après avoir mené 2-0. La saison 1963-1964 de la LNH est dominée aux points par les deux vedettes de Chicago : avec 43 buts et 87 points, Hull est premier buteur de la LNH, précédé uniquement au classement des pointeurs par son coéquipier par Mikita qui en compte 89. Collectivement, Chicago se classe une nouvelle fois deuxième du classement encore une fois à un point derrière la meilleure formation, les Canadiens de Montréal. Comme l'année précédente, l'équipe de Hull est éliminée au premier tour des séries par Détroit, cette fois en sept rencontres.
Le frère cadet de Bobby, Dennis Hull, fait ses débuts dans la LNH avec Chicago en saison 1964-1965. Au cours de celle-ci, le 9 janvier 1965, Hull inscrit deux buts lors d'une victoire 7-4 contre Détroit et devient par la même occasion le meilleur buteur de l'histoire de sa franchise avec un total de 259. Il finit la saison avec 71 points, quatrième de la LNH et deuxième de son équipe, encore derrière Mikita. La LNH lui remet le trophée Hart en tant que meilleur joueur de la saison régulière. Il reçoit également le trophée Lady Byng du joueur le plus fair-play du circuit alors que son équipe parvient à se débarrasser de Détroit au premier tour des séries en 7 rencontres. Les Black Hawks jouent la finale de la Coupe Stanley contre les Canadiens de Montréal menés par Jean Béliveau. Il faut sept matchs pour départager les deux équipes et voir Montréal remporter le trophée final.
L'année suivante, le 12 mai 1966, Hull marque son 51e but ; il est alors le premier joueur à dépasser cette barre symbolique et termine la saison avec 54 buts. Quelques jours plus tard, le 3 avril, dernière journée de la saison, Hull décroche un autre record en atteignant les 97 points, le plus haut total pour un joueur en une saison. Il reçoit ainsi son troisième trophée Art-Ross mais également son deuxième trophée Hart consécutif. Les joueurs de Montréal et de Chicago sont à la lutte toute la saison pour la première place mais les champions en titre finissent premiers avec huit points d'avance. Les joueurs de Détroit éliminent une nouvelle fois Hull et les siens en demi-finale des séries éliminatoires de 1966.
La saison 1966-1967 est la dernière jouée uniquement avec six équipes. En effet au cours de l'été 1967, la LNH double son nombre de franchises pour atteindre 12 formations. Au cours de cette saison, Hull inscrit 52 buts; dans le même temps, son équipe finit pour la première fois depuis 1925-1926 à la première place du classement avec un record de 264 buts inscrits. Stan Mikita est une nouvelle fois le meilleur pointeur de la saison, devant Hull. Malgré cette première place et ce record, les Black Hawks sont éliminés au premier tour des séries éliminatoires par les Maple Leafs et leur gardien vedette, Terry Sawchuk. Avec l'ajout de six nouvelles franchises, deux divisions sont mises en place avec les anciennes équipes dans la division Est et les autres dans l'Ouest. Chicago finit quatrième de sa division à l'issue de la saison 1967-1968. Hull, auteur de 44 buts, est le meilleur buteur mais se classe sixième pointeur avec un total de 75 réalisations. Au Les joueurs de Chicago sont éliminés au premier tour des séries 1968 par les Rangers de New York en six rencontres.
Au cours de l'été 1968, Hull signe une prolongation contrat de trois saisons avec Chicago pour une valeur de 100 000 dollars par saison ; il finit la saison 1968-1969 avec un total record de 58 buts. Cette saison est dominée aux points par Phil Esposito des Bruins de Boston ; auteur de 127 points, il est le premier joueur de la ligue à dépasser les 100 points alors que Hull (107) et Howe (103) font de même. Malgré ces deux bons totaux de Hull, son équipe finit dernière de sa division et manque les séries pour la première fois depuis 10 ans. Tony Esposito, cadet de Phil, signe avec Chicago avant les débuts de la saison 1969-1970 pour occuper le poste de gardien de but. Dans le même temps, les relations entre Hull et Bill Wirtz, le fils du propriétaire de l'équipe commencent à se dégrader. Le nouveau gardien de Chicago aide son équipe à remporter le titre de champion de la LNH à l'issue de saison régulière. Hull pendant ce temps devient le troisième joueur de la LNH à dépasser les 500 points après Maurice Richard et Gordie Howe. Avec quatre victoires 4-2 contre Détroit, Chicago passe facilement les quarts de finale des séries de 1970 avant de se faire éliminer dès le tour suivant par les Bruins sur le même score de 4 matchs à 0.
Deux nouvelles équipes débutent dans la LNH pour la saison 1970-1971 ; les divisions sont donc remises en formes et la saison compte désormais 78 rencontres. Afin de relever le niveau de la division Ouest, Chicago l'intègre et se classe premier avec 20 points d'avance sur son dauphin. Les Black Hawks éliminent les Flyers de Philadelphie au premier tour des séries 1971 4-0 puis les Rangers 4-3 au tour suivant. Ils affrontent en finale les Canadiens et remportent le premier match 2-1 en prolongation, le premier but de Chicago étant inscrit par Hull. Chicago décroche un nouveau succès lors de la deuxième date 5-3 avec un but et une passe décisive de Hull. Le troisième match de la série est joué dans le Forum de Montréal et les locaux s'imposent 4-2 alors que Bobby Hull compte deux points sur les deux buts de son équipe pour un but et une nouvelle passe. Montréal revient dans la série avec une nouvelle victoire 5-2 mais Esposito amène son équipe à une victoire du titre par un blanchissage 2-0 dans le Chicago Stadium pour le cinquième match. Malgré deux assistances sur les trois buts de Chicago par Bobby Hull, Chicago perd le sixième match sur le score de 4-3. L'ultime rencontre a lieu le 18 mai dans la patinoire de Chicago. Dennis Hull, sur un passe de son aîné, donne l'avantage aux siens en fin de première période puis Danny O'Shea double la mise mais Jacques Lemaire puis Henri Richard à deux reprises permettent finalement aux Canadiens de s'imposer 4 matchs à 3,.

### La signature dans l'Association mondiale de hockey

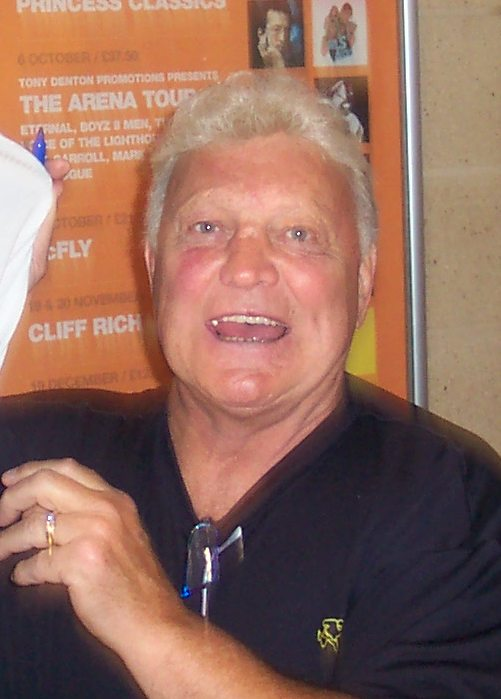
Bobby Hull en avril 2006

En avril 1971, deux hommes d'affaires de Californie, Dennis Murphy et Gary Davidson, décident de créer une nouvelle organisation de hockey professionnel en Amérique du Nord : l'Association mondiale de hockey. Bob Turner, ancien joueur des Black Hawks, permet à Ben Hatskin de rencontrer Hull en marge d'un match joué par l'équipe de Chicago à Vancouver. Hastkin est le propriétaire d'une des nouvelles franchises de l'AMH, les Jets de Winnipeg, et propose alors un contrat de 250 000 dollars pour que le célèbre joueur de la LNH rejoigne son équipe. Dans le même temps, alors que le contrat entre Chicago et Hull s'arrête à la fin de la saison 1971-1972, Hull demande un bonus d'un million de dollars à Hatskin. Ce dernier fait alors part de la proposition de Hull à l'ensemble de l'AMH ; il considère en effet que même s'il doit personnellement payer les 250 000 dollars, il faut le million vienne de l'ensemble de l'AMH. Fin juin 1972, la nouvelle est rendue publique : Hull rejoint l'Association mondiale de hockey, alors que le montage financier est tel que seulement quatre équipes de l'AMH s’acquittent de la paye du million de dollars. Le contrat final signé par Hull, en dehors de son bonus, s'élève à 2,75 millions de dollars pour cinq saisons en tant que joueur et cinq de plus pour un rôle de dirigeant.
Hull n'est qu'un des joueurs de la LNH à rejoindre la nouvelle ligue et la LNH décide de contre-attaquer en justice les différentes signatures. Le cas de Hull est jugé par le Juge fédéral des États-Unis Leon Higginbotham. Le jugement doit être rendu le 11 octobre 1972, date du début de la saison de hockey mais il est repoussé deux fois pour être finalement rendu le 8 novembre. Ce jugement fait 124 pages et dedans, le juge explique qu'il réfute la demande de la LNH arguant que depuis des années cette dernière a le monopole sur les meilleurs joueurs de hockey. Higginbotham crée alors une jurisprudence déboutant toute action de la LNH contre la signature d'un contrat dans l'AMH. Le soir même, Bobby Hull joue sous ses nouvelles couleurs des Jets contre les Nordiques de Québec son premier match dans l'AMH, une défaite 3-2.

### Le meilleur joueur de l'AMH
Alors que Hull occupe le rôle de joueur et d'entraîneur, sa nouvelle équipe termine à la première place de la division Ouest avec 90 points, 4 de moins que les Whalers de la Nouvelle-Angleterre, la meilleure franchise de l'AMH. Avec 51 buts et 103 points, Hull est le troisième buteur et quatrième pointeur de la saison. Les Jets éliminent au premier tour des séries les Fighting Saints du Minnesota 4-1 puis les Aeros de Houston 4-0 en demi-finale. Cette première finale de la Coupe Avco oppose donc les Jets aux joueurs des Whalers. Cette équipe a la particularité de ne pas avoir fait signer de contrat avec des joueurs de la LNH. La finale est à sens unique avec une victoire pour les joueurs de la Nouvelle-Angleterre 4 rencontres à 1 dont un dernier match 9-6. D'un point de vue individuel, Hull reçoit le trophée Gary-L.-Davidson en tant que meilleur joueur de la saison régulière
La deuxième saison de l'AMH voit la domination des Aeros de Houston, menés par Gordie Howe et premiers de la division Ouest et de l'ensemble du circuit. Les Jets obtiennent la quatrième et dernière place qualificative de la division mais sont éliminés dès le premier tour par les Aeros, futurs champions. Hull est le deuxième meilleur buteur de la saison mais le trophée du meilleur joueur revient à Gordie Howe. Alors que Rudy Pilous prend la place de Hull derrière le banc de l'équipe, leur saison 1974-1975 est manquée puisque l'équipe ne parvient pas à se qualifier pour les séries. En cours de saison, Hull reprend le poste d'entraîneur à Pilous et malgré cette déroute collective de son équipe, Hull domine encore l'AMH : il finit meilleur buteur de la saison avec 77 buts et deuxième meilleur pointeur avec un total de 142 réalisations, 5 de moins que André Lacroix. Avec ces deux très bons totaux, Hull reçoit le trophée du meilleur joueur du circuit.

### Champion de l'AMH
Au début de la saison 1975-1976 l'équipe change une nouvelle fois d'entraîneur et enregistre l'arrivée de Bobby Kromm, entraîneur depuis 7 ans de l'équipe des Black Hawks de Dallas de la Ligue centrale de hockey. Dès le début de la saison, Hull faire encore parler de lui en devenant le premier joueur de l'AMH à dépasser la barre des 200 points. À la fin de la saison régulière, les Jets sont premiers de leur division et finissent même à la première place du classement à égalité avec les Aeros de Houston, les deux équipes comptant 106 points,. Hull est toujours le meilleur joueur de son équipe avec 123 points, devant deux suédois Ulf Nilsson et Anders Hedberg auteurs de 114 et 105 points. Au niveau de l'AMH, seul Marc Tardif des Nordiques de Québec avec 148 points, termine devant Hull.
Grâce à son bon classement, les Jets sont exemptés du premier tour des séries 1976. Ils battent en quart de finale les Oilers d'Edmonton 4 rencontres à 0 puis éliminent les Cowboys de Calgary en cinq rencontres. La finale de la Coupe Avco oppose les deux meilleures formations de la saison régulière : les Jets contre les Aeros mais également des deux vedettes de l'AMH, Hull contre Gordie Howe. Howe et les Aeros sont doubles champions en titre et même si tout le monde s'attend à une finale disputée, il ne faut que quatre matchs aux joueurs de Winnipeg pour remporter leur première Coupe Avco, le dernier match se soldant par une victoire 9-1 des Jets.
Deux équipes de moins font partie de l'AMH pour la saison 1976-1977 et les 12 formations restantes sont regroupées dans deux divisions, les Jets rejoignant la division Ouest. Hull manque une bonne partie de la saison après s'être blessé au cours d'un match de préparation ; il reçoit en effet une mise en échec par derrière par Bob Gassoff des Blues de Saint-Louis. Il ne joue finalement que 34 rencontres au cours de cette saison. Anders Hedberg et Ulf Nilsson prennent le relais en finissant deuxièmes et troisièmes du classement des pointeurs. Les Jets finissent deuxièmes de la division de l'Ouest et ont du mal à se débarrasser des Mariners de San Diego lors du premier tour des séries. Il leur faut en effet sept rencontres pour passer ce tour puis six de plus pour battre les Aeros de Houston. Ils tombent en finale contre les Nordiques de Québec, toujours en sept rencontres.
Les belles années de l'AMH sont désormais derrière et quatre équipes de plus arrêtent l'aventure. Avec seulement huit équipes, une poule unique est mise en place. Les Jets de Winnipeg, renforcés par l'ajout de Kent Nilsson, finissent premiers de la saison régulière avec 102 points contre 93 pour les deuxièmes, les Whalers. Le classement des meilleurs pointeurs est dominé par deux joueurs des Nordiques, Marc Tardif et Réal Cloutier mais derrière, les trois joueurs suivant jouent avec Winnipeg : Nilsson, 126, Hedberg, 122, et enfin Hull auteur 117 points dont 46 buts. Hull et les siens jouent le premier tour des séries 1978 contre les Bulls de Birmingham qu'ils éliminent en cinq rencontres ; au cours de cette série Hull inscrit 6 buts et 3 aides. Le premier match de la série contre les Bulls est marquée par un combat entre Hull et Dave Hanson, combat au cours duquel, Hanson arrache sans le vouloir la perruque de Hull qui reviendra au jeu avec un casque sur la tête. Ils jouent la finale contre les Whalers de la Nouvelle-Angleterre, la nouvelle équipe emmenée par la famille Howe : Gordie, Mark et Marty. Les Jets remportent une deuxième Coupe Avco sans concéder la moindre défaite contre les Whalers 4-0, la dernière victoire se solde sur le score de 5-3, le quatrième but des Jets étant inscrit par Hull. Au cours de cette saison, l'équipe des Jets frôle le déménagement en raison d'un manque de finances et Hull fait partie d'un groupe de financiers qui investit pour conserver l'équipe à Winnipeg.

### Fin de carrière
À la suite de cette saison, l'équipe des Jets perd Hedberg et Ulf Nilsson qui rejoignent les Rangers de New York. Hull dans le même temps est en train de divorcer et il décide d'arrêter sa saison après seulement quatre rencontres jouées. La saison 1978-1979 voit une nouvelle victoire des Jets en finale des séries mais il s'agit finalement de la dernière saison de l'AMH. En effet, la LNH et l'AMH fusionnent et quatre équipes, dont les Jets, rejoignent les rangs de la Ligue nationale de hockey.
Une séance de redistributions des joueurs de l'AMH au sein des franchises a lieu mais Hull est conservé avec Winnipeg pour la saison 1979-1980. Après 18 rencontres, il rejoint la troisième équipe professionnelle de sa carrière, les Whalers de Hartford. Il est échangé le 27 février 1980 alors qu'il a 41 ans mais ne joue que peu également en participant à seulement 9 rencontres. Un peu plus d'un an plus tard, avant les débuts de la saison 1981-1982, Bobby Hull tente un retour en participant au camp d'entraînement avec ses anciens compères suédois, Hedberg et Nilsson, mais Hull n'est finalement pas retenu.

### Après carrière et style de jeu
Hull totalise au cours de sa carrière ramassé 610 buts et 1 170 points dans la LNH, auxquels s'ajoutent 303 buts et 638 points dans l'AMH. Hull est décrit comme étant un des meilleurs joueurs de son époque avec un profil complet : il est aussi bien capable d'être un bon patineur rapide, qu'un buteur redoutable mais également un joueur physique et difficile à maîtriser par ses adversaires. Son tir est un des plus puissants de tous les temps et il aurait même été enregistré à plus de 190 km/h,,
Hull et son coéquipier de Chicago, Stan Mikita, sont à la base de la tendance des années 1960 qui voit les joueurs commencer à courber la palette de leur crosse. La LNH décide alors de mettre en place une limite à la courbe maximale des palettes afin d'empêcher les abus. Les officiels de la LNH contrôlent souvent les crosses de Hull qui est connu pour aimer les crosses très courbées et n'hésite pas une fois les contrôles passés de courber un peu plus ses palettes.
Avant la fin de sa carrière, en 1978, il est nommé officier de l'Ordre du Canada. En 1983, il est intronisé au Temple de la renommée du hockey. La même année son équipe de la LNH, les Black Hawks de Chicago, décide de l’honorer en retirant son numéro 9 ; ainsi, une réplique de son maillot est accrochée dans le Chicago Stadium puis dans l'United Center et plus aucun joueur ne peut porter le numéro 9. Le 19 février 1989, c'est au tour des Jets de Winnipeg de faire de même ; quand en 1996, la franchise devient les Coyotes de Phoenix, le numéro 9 reste toujours honoré par l'équipe. Il faut attendre 2004 pour voir un joueur avoir le droit de porter le fameux numéro et il s'agit d'un des fils de Bobby, Brett Hull.
En 1997, The Hockey News célèbre son 50e anniversaire en publiant une liste des 50 meilleurs joueurs de tous les temps de la LNH. Ce classement est le résultat de votes d'un jury constitué de directeurs généraux, passés et actuels, d'entraîneurs et de joueurs ainsi que de membres reconnus des médias consacrés au hockey. Bobby Hull est huitième du classement après Wayne Gretzky, Bobby Orr, Gordie Howe, Mario Lemieux, Maurice Richard, Doug Harvey et Jean Béliveau ; la même année, il est honoré par le Ontario Sports Hall of Fame.
Il meurt le 30 janvier 2023 à 84 ans.

## Vie privée
Hull et son frère jouent ensemble entre 1965 et 1972 au sein de la franchise de Chicago ; Dennis joue ainsi près de 1 000 matchs dans la LNH pour 303 buts et 654 points. Il se marie puis divorce une première fois alors qu'il n'est encore qu'adolescent. Bobby Hull et sa femme, Joanne, ont ensemble cinq enfants : Bobby Jr. né en 1961, Blake en 1962, Brett en 1964, Bart né en 1969 et enfin Michelle en 1970. Quatre des cinq enfants de la famille sont nés à Chicago alors que Brett est né Belleville en Ontario entre deux saisons de la LNH. Joanne, travaille en tant que patineuse professionnelle pour des spectacles des hôtels Hilton. Les deux divorcent en 1980 après plusieurs plaintes de Joanne pour maltraitance puis Hull se remarie quatre ans plus tard avec Debora ; il est une nouvelle fois accusé de violences conjugales avant que sa femme ne se rétracte et abandonne les poursuites.

## Statistiques
| Saison     | Équipe                      | Ligue      |       | Saison régulière | Saison régulière | Saison régulière | Saison régulière | Saison régulière |    | Séries éliminatoires | Séries éliminatoires | Séries éliminatoires | Séries éliminatoires | Séries éliminatoires |
| Saison     | Équipe                      | Ligue      | PJ    | B                | A                | Pts              | Pun              | PJ               | B  | A                    | Pts                  | Pun                  |                      |                      |
| 1954-1955  | Black Hawks de Galt         | AHO        | 6     | 0                | 0                | 0                | 0                |                  |    |                      |                      |                      |                      |                      |
| 1955-1956  | Teepees de Saint Catharines | AHO        | 48    | 11               | 7                | 18               | 79               | 6                | 0  | 2                    | 2                    | 9                    |                      |                      |
| 1956-1957  | Teepees de Saint Catharines | AHO        | 52    | 33               | 28               | 61               | 95               | 13               | 8  | 8                    | 16                   | 24                   |                      |                      |
| 1957-1958  | Black Hawks de Chicago      | LNH        | 70    | 13               | 34               | 47               | 62               |                  |    |                      |                      |                      |                      |                      |
| 1958-1959  | Black Hawks de Chicago      | LNH        | 70    | 18               | 32               | 50               | 50               | 6                | 1  | 1                    | 2                    | 2                    |                      |                      |
| 1959-1960  | Black Hawks de Chicago      | LNH        | 70    | 39               | 42               | 81               | 68               | 3                | 1  | 0                    | 1                    | 2                    |                      |                      |
| 1960-1961  | Black Hawks de Chicago      | LNH        | 67    | 31               | 25               | 56               | 43               | 12               | 4  | 10                   | 14                   | 4                    |                      |                      |
| 1961-1962  | Black Hawks de Chicago      | LNH        | 70    | 50               | 34               | 84               | 35               | 12               | 8  | 6                    | 14                   | 12                   |                      |                      |
| 1962-1963  | Black Hawks de Chicago      | LNH        | 65    | 31               | 31               | 62               | 27               | 5                | 8  | 2                    | 10                   | 4                    |                      |                      |
| 1963-1964  | Black Hawks de Chicago      | LNH        | 70    | 43               | 44               | 87               | 50               | 7                | 2  | 5                    | 7                    | 2                    |                      |                      |
| 1964-1965  | Black Hawks de Chicago      | LNH        | 61    | 39               | 32               | 71               | 32               | 14               | 10 | 7                    | 17                   | 27                   |                      |                      |
| 1965-1966  | Black Hawks de Chicago      | LNH        | 65    | 54               | 43               | 97               | 70               | 6                | 2  | 2                    | 4                    | 10                   |                      |                      |
| 1966-1967  | Black Hawks de Chicago      | LNH        | 66    | 52               | 28               | 80               | 52               | 6                | 4  | 2                    | 6                    | 0                    |                      |                      |
| 1967-1968  | Black Hawks de Chicago      | LNH        | 71    | 44               | 31               | 75               | 39               | 11               | 4  | 6                    | 10                   | 15                   |                      |                      |
| 1968-1969  | Black Hawks de Chicago      | LNH        | 74    | 58               | 49               | 107              | 48               |                  |    |                      |                      |                      |                      |                      |
| 1969-1970  | Black Hawks de Chicago      | LNH        | 61    | 38               | 29               | 67               | 8                | 8                | 3  | 8                    | 11                   | 2                    |                      |                      |
| 1970-1971  | Black Hawks de Chicago      | LNH        | 78    | 44               | 52               | 96               | 32               | 18               | 11 | 14                   | 25                   | 16                   |                      |                      |
| 1971-1972  | Black Hawks de Chicago      | LNH        | 78    | 50               | 43               | 93               | 24               | 8                | 4  | 4                    | 8                    | 6                    |                      |                      |
| 1972-1973  | Jets de Winnipeg            | AMH        | 63    | 51               | 52               | 103              | 37               | 14               | 9  | 16                   | 25                   | 16                   |                      |                      |
| 1973-1974  | Jets de Winnipeg            | AMH        | 75    | 53               | 42               | 95               | 38               | 4                | 1  | 1                    | 2                    | 4                    |                      |                      |
| 1974-1975  | Jets de Winnipeg            | AMH        | 78    | 77               | 65               | 142              | 41               |                  |    |                      |                      |                      |                      |                      |
| 1975-1976  | Jets de Winnipeg            | AMH        | 80    | 53               | 70               | 123              | 30               | 13               | 12 | 8                    | 20                   | 4                    |                      |                      |
| 1976-1977  | Jets de Winnipeg            | AMH        | 34    | 21               | 32               | 53               | 14               | 20               | 13 | 9                    | 22                   | 2                    |                      |                      |
| 1977-1978  | Jets de Winnipeg            | AMH        | 77    | 46               | 71               | 117              | 23               | 9                | 8  | 3                    | 11                   | 12                   |                      |                      |
| 1978-1979  | Jets de Winnipeg            | AMH        | 4     | 2                | 3                | 5                | 0                |                  |    |                      |                      |                      |                      |                      |
| 1979-1980  | Jets de Winnipeg            | LNH        | 18    | 4                | 6                | 10               | 0                |                  |    |                      |                      |                      |                      |                      |
| 1979-1980  | Whalers de Hartford         | LNH        | 9     | 2                | 5                | 7                | 0                | 3                | 0  | 0                    | 0                    | 0                    |                      |                      |
| Totaux AMH | Totaux AMH                  | Totaux AMH | 411   | 303              | 335              | 638              | 183              | 60               | 43 | 37                   | 80                   | 38                   |                      |                      |
| Totaux LNH | Totaux LNH                  | Totaux LNH | 1 063 | 610              | 560              | 1170             | 640              | 119              | 62 | 67                   | 129                  | 102                  |                      |                      |

## Trophées et honneurs personnels
- Meilleur joueur de la LNH - trophée Hart : 1965 et 1966
- Meilleur pointeur de la LNH - trophée Art-Ross : 1960, 1962 et 1966
- Joueur le plus fair-play de la LNH - trophée Lady Byng : 1965
- Pour les services rendus au monde du hockey - trophée Lester-Patrick : 1969
- Première équipe d'étoiles de la LNH : 1960, 1962, 1964, 1965, 1966, 1967, 1968, 1969, 1970 et 1972
- Seconde équipe d'étoiles de la LNH : 1963 et 1971
- Coupe Stanley : 1961
- Meilleur joueur de l'AMH - trophée Gary-L.-Davidson / trophée Gordie-Howe : 1973 et 1975
- Première équipe d'étoiles de l'AMH : 1973, 1974 et 1975
- Seconde équipe d'étoiles de l'AMH : 1976 et 1978
- Coupe Avco : 1976, 1978 et 1979
- Officier de l'Ordre du Canada : 1978[77]
- Nommé parmi les 100 plus grands joueurs de la LNH à l'occasion du centenaire de la ligue[87] en 2017.